# Cserépfalvi Imre

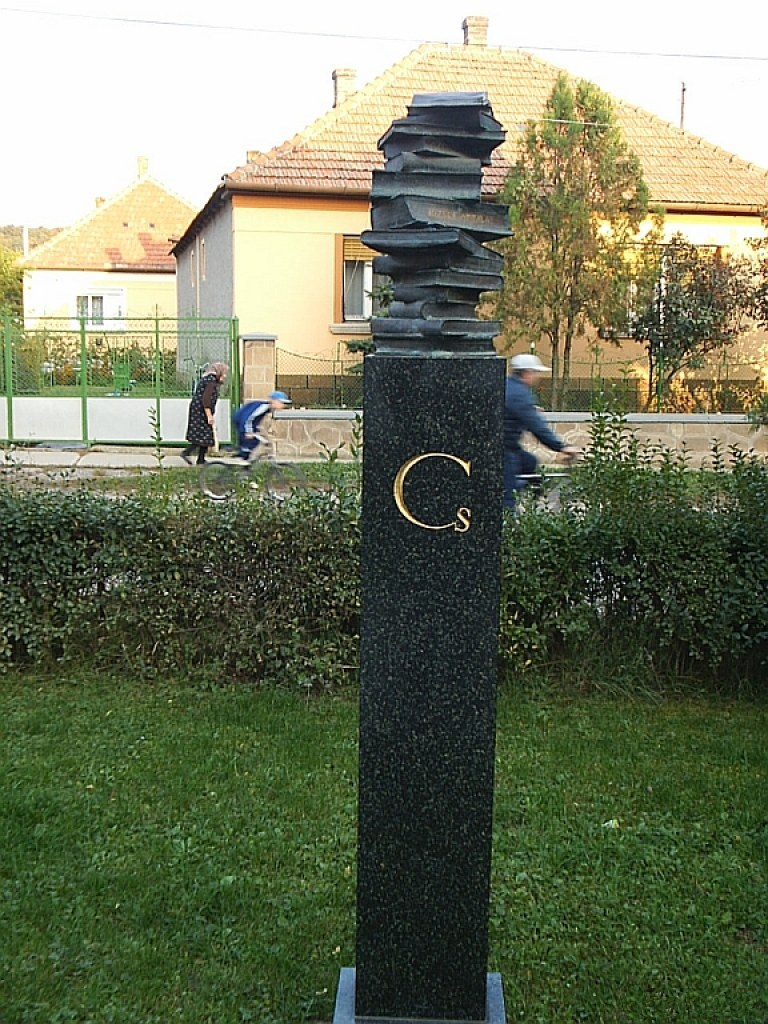
Cserépfalvi Imre emlékoszlop
Pauer Gyula alkotása

Cserépfalvi Imre, születési nevén Deutsch Imre (Cserépfalu, 1900. július 28. – Budapest, 1991. június 22.) a nevével fémjelzett Cserépfalvi Könyvkiadó vállalat megalapítója, mely a második világháború előtti és alatti Magyarország jelentős irodalmi és baloldali kiadója volt. Szerződtetett írói közé tartozott többek közt Kassák Lajos és József Attila, valamint a Cserépfalvi Könyvkiadó adta ki a Szép Szó című irodalmi folyóirat első évfolyamát.
A II. világháború után a kiadót államosították, és az csak 1989-ben alakult újjá. Cserépfalvi 1954 és 1963 között a Corvina Kiadó igazgatója volt.

## Fiatalkora
Cserépfaluban, egy akkortájt 4-500 főt számláló kis Bükk-aljai református faluban született 1900. július 28-án délután 4 órakor, a mai művelődési ház helyén egykor állt 382. számú házban. A család apai ága több generáción át a falu lakója volt, már a dédapa is itt élt. Imre édesapja, Deutsch Sámuel ároktői születésű kereskedő és szénégető volt, aki szülőfalujához kötődő emlékei miatt később felvette a Cserépfalvi nevet; édesanyja az abaújszántói születésű Selinger Cecília. Imrének három testvére volt. Az elemi iskola első két osztályát Cserépfaluban végezte, majd anyja a jobb oktatás reményében Abaújszántóra vitte, mely nagyobb település volt. Itt ismerkedett meg lovairól híres anyai nagyapjával, akinek a szabadságharcról és a Bem József seregében töltött időről szóló meséit örömmel hallgatta, és akinek átvette állatszeretetét. Anyai nagyanyját hasonlóképp nagyon szerette, saját bevallása szerint a 18 unoka közül ő volt a kedvenc. Két év elteltével szülei valóra váltották álmukat: lakást vettek Egerben. Imre végül az egri Halas-piaci népiskolában fejezte be az elemi iskolát.
1910-ben beiratkozott az egri főreáliskolába. Tanáraival nagyon elégedett volt, bár az iskola erősen németellenes szellemben oktatott, a német gyártmányú írószerek használatát például tiltották. Főreáliskolás évei alatt beállt dolgozni Engländer Adolf könyvesboltjába, ahova a város értelmisége járt vásárolni. Egy ideig könyvtárban is dolgozott. Harmadiktól franciát kezdett tanulni az iskolában, amit magánúton is folytatott. Egyrészt franciatanára meséi, másrészt egy híres párizsi könyvkereskedő rokona hatott rá ösztönzően. 1918-ban leérettségizett és bevonult katonának, de a háború nemsokára véget ért. Még ez év végén beiratkozott Budapesten az egyetem orvosi fakultására.
1919 áprilisában beállt a Vörös Hadseregbe, ahol katonaorvosként szolgált. Részt vett a felvidéki harcokban. A hátországból nem kaptak utánpótlást, munkájához mindent a helyi községekből kellett beszereznie. A román betöréskor Szolnokra vezényelték, itt érte a front összeomlása. Ezután Egerbe küldték, ahonnan Csehszlovákiába menekült. A románok kivonulásakor elintézte, hogy bekerüljön a visszatoloncolni szándékozott magyarok közé, majd a határátlépéskor megszökött. Rövid ideig Budapesten folytatta tanulmányait, majd elhatározta, hogy Franciaországba utazik. Az ehhez szükséges anyagi alap megteremtéséért három évet dolgozott, míg végül 1923-ban elhagyta az országot.

## Párizsi tartózkodása
1923-as Párizsba érkezésekor megismerkedett könyvárus rokonának barátaival, akik meséltek neki a városról és a párizsi életről. Szerencséjére a szállodája alatti kis szerb étteremben tartotta összejöveteleit a helyi magyarság, így gyorsan ismeretségbe került velük is. Rajtuk keresztül ismerte meg József Attilát, akivel barátságot kötött.
Munkát az Hachette Könyvkiadó Vállalat raktárában szerzett, kezdetben anyagmozgatóként dolgozott. Később átkerült a kiadó belföldi és külföldi hálózatának koordinációjáért felelős osztályra, ahol nyelvtudása miatt tolmácsként és titkárként alkalmazták. Nagy segítségére volt, hogy négy nyelven volt tárgyalóképes. Azt is megengedték neki, hogy belepillantson a vállalat magyarországi kapcsolataival foglalkozó irataiba.

## Visszatérés Magyarországra
Munkaköréből adódóan sokat utazott. Az osztrák kapcsolatoknak köszönhetően sok információt szerzett a hazai könyvkiadási viszonyokról és ő maga is igyekezett utánajárni a dolgoknak.
Az Hachette-nek tett jelentésében a hazai francia könyvforgalmat kihasználatlannak ítélte. Csak néhány helyen lehetett francia könyveket kapni, azok is régiek, elavultak voltak. Rábízták az Hachette magyarországi képviseletének megszervezését, így tért vissza 1928-ban Budapestre.
Üzletét mindenáron a Váci utcában akarta megnyitni, mert ez volt a hagyományos helye a könyvüzleteknek. Végül a Váci utca 9. szám alatt kibérelt egy kis raktárhelyiséget, ahol berendezte nagykereskedését.
Sikerült elérnie, hogy az újonnan meginduló Párizs-Budapest repülőjáraton Budapestre hozzák a párizsi lapokat. A reggel megjelenő párizsi lapok délután már Budapesten is olvashatók voltak, ami nagy sikert aratott. Sok hazai könyvesboltnak beszállítója lett, és könyvesboltja 1929. december elején nyílt meg a Váci utca 10. szám alatt.

## A kiadóvállalat megnyitása
Cserépfalvi már hosszú ideje tervezgette egy kiadóvállalat beindítását. Már 1931-től jelentek meg saját kiadványai, kevés sikerrel. József Attila 1936-os Nagyon fáj című verseskötetét például nagy közönnyel fogadta a közönség. Az áttörés csak akkor következett be, amikor megismerkedett Ráth-Végh Istvánnal, aki elpanaszolta neki, hogy nem talál kiadót művei megjelentetésére. Így történt, hogy a Cserépfalvi Kiadó 1937-ben megjelentette az A könyv komédiája című kiadványát. A könyv szinte mindenhol pozitív kritikákat kapott, így minden példányt sikerült eladni. Így lett Ráth-Végh befutott szerző, és a kiadó ismert.

## A II. világháború
Már a háború előtt is akadtak problémái náciellenes és baloldali kiadványai miatt. Egyik ilyen eset volt, amikor a francia Marianne irodalmi és politikai hetilap karikatúrát közölt Hitlerről és Horthyról, mely kikerült a könyvüzlet kirakatába. Egy másik alkalommal a kirakatba helyeztek egy nyitott József Attila verseskötetet, melyben kiemelték ezt a részt:
„adj emberséget az embernek.

Adj magyarságot a magyarnak,

hogy mi ne legyünk német gyarmat.”
Az 1930-as évek közepétől a belügyminisztériumi jelentések szerint a kiadó tevékenysége destruktív, bolsevizáló. Megjelenésük után azonnal szemügyre vették a vállalat kiadványait. Cserépfalvi a háború idején részt vett az ellenállásban, 1942. január 18-án letartóztatták. Kihallgatása előtt összeverték, majd másfél hétig vallatták. Az első ellene indított per meghiúsult, de követte egy újabb. Börtönbe zárták és csak 1942 szeptemberében helyezték szabadlábra. Ezután illegalitásba vonult, a fasiszta hatalomátvételkor halállistára került, barátai bujtatták. Budapest felszabadítása után azonnal megindította a Szabadság című napilap kiadását.

## A háború után
A Magyar-Szovjet Társaság ötletét alapul véve létrehozta a Magyar-Francia Társaságot, melynek folyóiratát Cserépfalvi kiadója jelentette meg. A lapot 1948-ban betiltották, mert a Jugoszláviáról szóló szám, mely a jugoszláv-magyar barátság szellemében íródott, éppen abban a hónapban jelent meg, amikor a Szovjetunió részéről bekövetkezett Jugoszláviával a szakítás.
A Könyvkiadók és Könyvkereskedők Országos Egyesületének igazolóbizottsági elnöke. A bizottság működésének eredményeképp egy személyt iparengedélytől való megfosztással büntettek, mivel háborús propagandakönyvet jelentetett meg, öt személyt vezető állásra alkalmatlannak minősítettek, huszonhármat pedig megfeddtek. A legnagyobb vihart Püski Sándor jobboldali, később ismert emigráns kiadó igazolása jelentette, mert a háború alatt négy kiadásban is megjelentette Bary József Tiszaeszlári bűnper című könyvét. (Bary József könyve a koholt vádat próbálta bizonyítani, uszító célzattal.) Az anyagilag jól jövedelmező, ám morálisan elhibázott döntést később felsőbb politikai nyomásra sikerült igazolni, és megmenekült. Püski később mindig próbálta kikerülni, ha ezen kiadványa került szóba.
Az átszervezések következtében Cserépfalvi a Szikra Kiadó igazgatója lett és tevékeny részt vett abban a hatalmas munkában, mely lehetővé tette, hogy 1945 szeptemberére az iskolákat megfelelően ellássák tankönyvekkel. Nem sokkal később a munkatársakkal való nézeteltérés és az idegőrlővé váló bürokratikus teendők miatt barátjával együtt kilépett.
1950-ben mind a Cserépfalvi Kiadót, mind a Váci utcai könyvesboltot államosították. Cserépfalvi méhészettel kezdett foglalkozni és a Horizont Szovjet Könyvbehozatali Vállalatnál tevékenykedett, valamint részt vett a Gorkij Könyvtár létrehozásában.
1955 január elsején megindította a Corvina Kiadót, mely igényes kiadványaival kitűnt a magyar kiadók sorából és nemzetközileg is elismert kiadóvá vált. Fő profilja az idegen nyelvű irodalmi művek és művészeti albumok kiadása voltak. Eredeti nyelven terjesztettek francia, angol, német, orosz, lengyel műveket, valamint magyarokat fordítottak le ezen nyelvekre és terjesztettek külföldön.
A levert '56-os forradalom és a politikai keményvonalasság következtében a kiadón belül a hangulat nyomottá vált, a külföldi piacok bizonytalanul álltak helyre, sokan kiléptek, külföldre vándoroltak vagy máshol kezdtek el dolgozni. Ilyen körülmények között 1963-ban Cserépfalvi Imrét nyugdíjazták, ezzel véget ért kiadói pályafutása.
1989-ben részt vett a nevével fémjelzett kiadó újraindításában.
1991-ben, 91 éves korában halt meg.

## Ismertebb szerzői
- Kassák Lajos
- Supka Géza
- Radnóti Miklós
- Hevesi András
- József Attila
- Szabó Zoltán
- Kovács Imre

## Ismertebb kiadványai
A Cserépfalvi Kiadó főként a József Attila életmű feldolgozásáért és a Szép Szó című folyóirat elindításáért lehet ismert, de jelentősek szociográfiai, történeti és baloldali, a Szovjetuniót bemutató kiadványai is. Összesen körülbelül 400 kötet kiadása köthető a kiadóhoz.
- Solohov Csendes Don című négykötetes regénye, melynek negyedik kötete 1941-ben, a cenzúrát kijátszva jelent meg. (Az utolsó néhány cenzúrázott ívet kihagyták, így – bár a mű nem volt teljes –,  eredeti gondolatai és politikai céljai változatlanok maradtak.)
- Nagy Idők – Nagy Emberek sorozat: kilenc életrajzot tettek közzé, többek közt Napóleon császárét, II. Rákóczi Ferencét, Wellington hercegét és Savoyai Jenőét.

## Emlékezete
- Szülőhelyén, Cserépfaluban 2000-ben emlékoszlopot állítottak tiszteletére, az emlékmű alkotója Pauer Gyula világhíres szobrászművész.